# Time Is the Sulphur in the Veins of the Saint...
Time Is the Sulphur in the Veins of the Saint... – (właśc. Time Is the Sulphur in the Veins of the Saint - An Excursion on Satan's Fragmenting Principle) ósmy album studyjny austriackiej blackmetalowej grupy muzycznej Abigor wydany 18 stycznia 2010 roku przez End All Life. Wydawnictwo zawiera, tylko dwa utwory, jednak każdy z nich trwa około dwudziestu minut. 

## Lista utworów
1. „Time is the Sulphur in the Veins of the Saint (Part I)” – 19:42
2. „Time is the Sulphur in the Veins of the Saint (Part II)” – 18:30

## Twórcy
- Thomas Tannenberger – perkusja, gitara, gitara basowa, miksowanie
- Peter Kubic – gitara
- Arthur Rosar – śpiew
- Boban Milunović – mastering